# Nokia Communicator

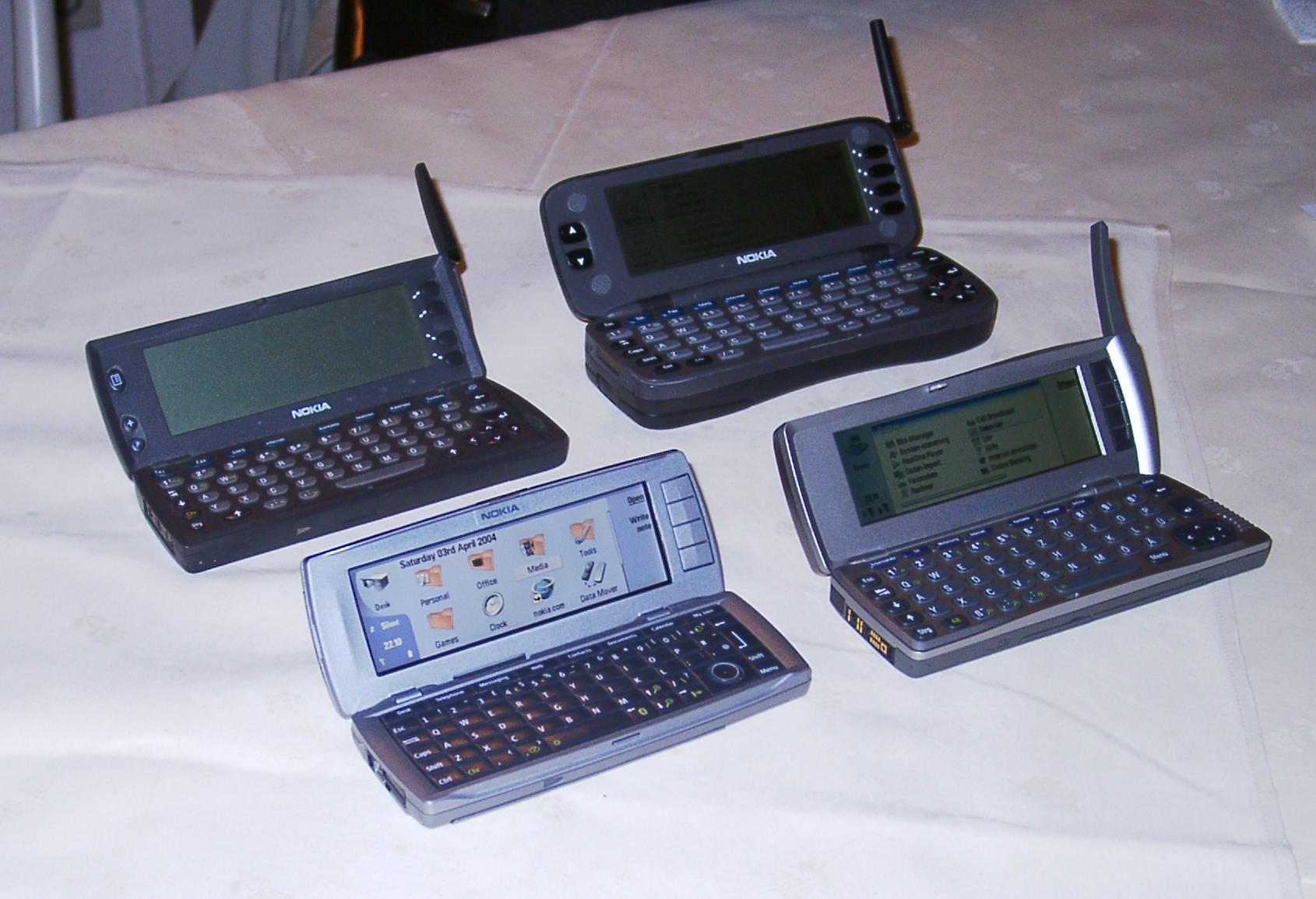
Линейка коммуникаторов Nokia 9xxx (9000, 9110, 9210, 9500)

Nokia Communicator — торговая марка линейки функциональных бизнес-смартфонов компании Nokia. Особенностью данных аппаратов является то, что они выполнены в малом виде, форм-факторе handheld PC. В сложенном виде коммуникаторы Nokia выглядят как обычный телефон, выделяющийся только габаритами. В раскрытом виде данные устройства похожи на миниатюрные ноутбуки с относительно большим дисплеем и QWERTY-клавиатурой. Коммуникаторы Nokia традиционно выпускались в серии 9xxx, однако последние модели относятся к Е-серии.
Многие производители, сравнивая свои модели с аппаратами Nokia, использовали неофициальное название коммуникатор. В результате данное название закрепилось за устройствами с сенсорным экраном под управлением Windows Mobile.

## История
Название «коммуникатор» было впервые применено для обозначения модели Nokia 9000 Communicator, выпущенной в 1996 году. По внешнему виду и функциональности аппарат соответствовал распространённым в то время клавиатурным КПК (handheld PC). Данная модель считается первым устройством, объединившим в одном корпусе функциональность КПК и мобильного телефона. Коммуникатор обладал немалыми габаритами (173×65×38 мм), при весе почти 400 граммов. У первых аппаратов Nokia Communicator операционная система (ОС) была закрыта для разработки приложений сторонними разработчиками. Впрочем, размер доступной пользователю памяти составлял всего 2 Мб, а подключение карт памяти не было предусмотрено. Все эти недостатки компенсировались внушительным набором предустановленных приложений,
В 1998 году вышло второе поколение коммуникаторов Nokia — Nokia 9110 Communicator. Новое устройство, при схожих с предыдущим поколением характеристиках, было в 1,5 раза легче предшественника — его вес составлял «всего» 253 грамма, габариты также уменьшились до 158×56×27 мм. Кроме того, был сделан ряд улучшений в функциональности, самым важным из которых был разъём для карты памяти.
В 1999 году появилась модификация 9110i, основным отличием которой было наличие WAP.
В 2001 году вышел первый «настоящий» смартфон Nokia 9210 Communicator, работавший под управлением Symbian OS 6.0 (программная платформа Series 80). Позднее была выпущена версия 9210i, в которой, за счёт оптимизации аппаратного обеспечения, была значительно улучшена производительность, а также модификация для американского рынка — Nokia 9290 Communicator.
В 2004 году вышло следующее поколение коммуникаторов, работающих под управлением Symbian OS 7.0 и обладавших значительно возросшей функциональностью — Nokia 9300 и Nokia 9500 Communicator. Данные аппараты, как и предшественники, пользовались довольно большой популярностью, хотя на тот момент данные устройства нельзя было считать передовыми, некоторые из конкурирующих коммуникаторов на базе Windows Mobile были более функциональными.
В 2005 году компания Nokia заявила о сворачивании дальнейшей разработки устройств на программной платформе Series 80.
В 2007 году вышел первый коммуникатор Nokia на базе программной платформы series 60, который был отнесён к Е-серии — Nokia E90 Communicator. В аппарат были включены все передовые функции и технологии и он по праву является флагманом линейки бизнес-смартфонов компании Nokia. Данное устройство примечательно ещё тем, что впервые в истории коммуникаторов Nokia телефонная и компьютерная часть построены на единой платформе. Все предшествующие коммуникаторы сочетали в себе телефонную часть series 40 и компьютерную на базе series 80.

## Модельный ряд
| Год выпуска | Модель                   | Внутренний экран                    | Внешний экран                       | Операционная система                       | Вес    |
| ----------- | ------------------------ | ----------------------------------- | ----------------------------------- | ------------------------------------------ | ------ |
| 1996        | Nokia 9000 Communicator  | 640 x 200 Монохромный               | 50 x 38 Монохромный                 | GEOS (16 бит)                              | 397 гр |
| 1997        | Nokia 9000i Communicator | 640 x 200 Монохромный               | 50 x 38 Монохромный                 | GEOS (16 бит)                              | 397 гр |
| 1998        | Nokia 9110 Communicator  | 640 x 200 Монохромный               | 96 x 65 Монохромный                 | GEOS (16 бит)                              | 253 гр |
| 1999        | Nokia 9110i Communicator | 640 x 200 Монохромный               | 96 x 65 Монохромный                 | GEOS (16 бит)                              | 253 гр |
| 2001        | Nokia 9210 Communicator  | 640 x 200 Цветной (4096 цветов)     | 96 x 65 Монохромный                 | Symbian OS 6.0 (Series 80 1st Edition)     | 244 гр |
| 2002        | Nokia 9210i Communicator | 640 x 200 Цветной (4096 цветов)     | 96 x 65 Монохромный                 | Symbian OS 6.0 (Series 80 1st Edition)     | 244 гр |
| 2002        | Nokia 9290 Communicator  | 640 x 200 Цветной (4096 цветов)     | 96 x 65 Монохромный                 | Symbian OS 6.0 (Series 80 1st Edition)     | 244 гр |
| 2004        | Nokia 9500 Communicator  | 640 x 200 Цветной (65 536 цветов)   | 128 x 128 Цветной (65 536 цветов)   | Symbian OS 7.0s (Series 80 2nd Edition)    | 222 гр |
| 2004        | Nokia 9300*              | 640 x 200 Цветной (65 536 цветов)   | 128 x 128 Цветной (65 536 цветов)   | Symbian OS 7.0s (Series 80 2nd Edition)    | 167 гр |
| 2005        | Nokia 9300i*             | 640 x 200 Цветной (65 536 цветов)   | 128 x 128 Цветной (65 536 цветов)   | Symbian OS 7.0s (Series 80 2nd Edition)    | 172 гр |
| 2007        | Nokia E90 Communicator   | 800 x 352 Цветной (16,7 млн цветов) | 320 x 240 Цветной (16,7 млн цветов) | Symbian OS 9.2 (Series 60 3rd Edition FP1) | 210 гр |
| 2010        | Nokia E7-00*             | 640 x 360 Цветной (16 млн цветов)   | отсутствует                         | Symbian OS Symbian³ Anna                   | 176 гр |

- Примечание: Первоначально модели Nokia 9300 и 9300i не позиционировались как коммуникатор (Communicator), однако в более поздних документах они обозначаются как Nokia 9300 Communicator[2][3]

## Галерея

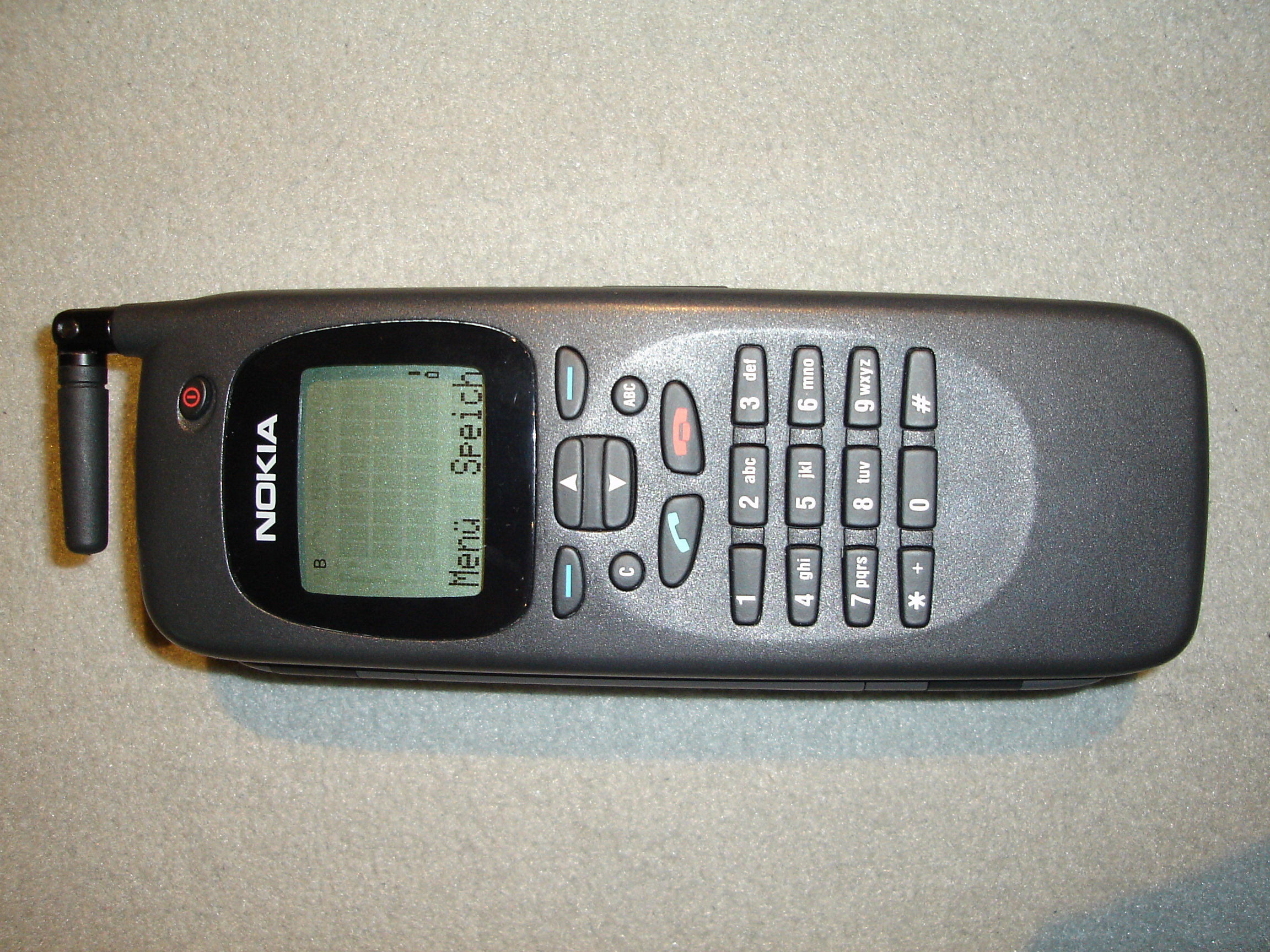
Nokia 9000 Communicator
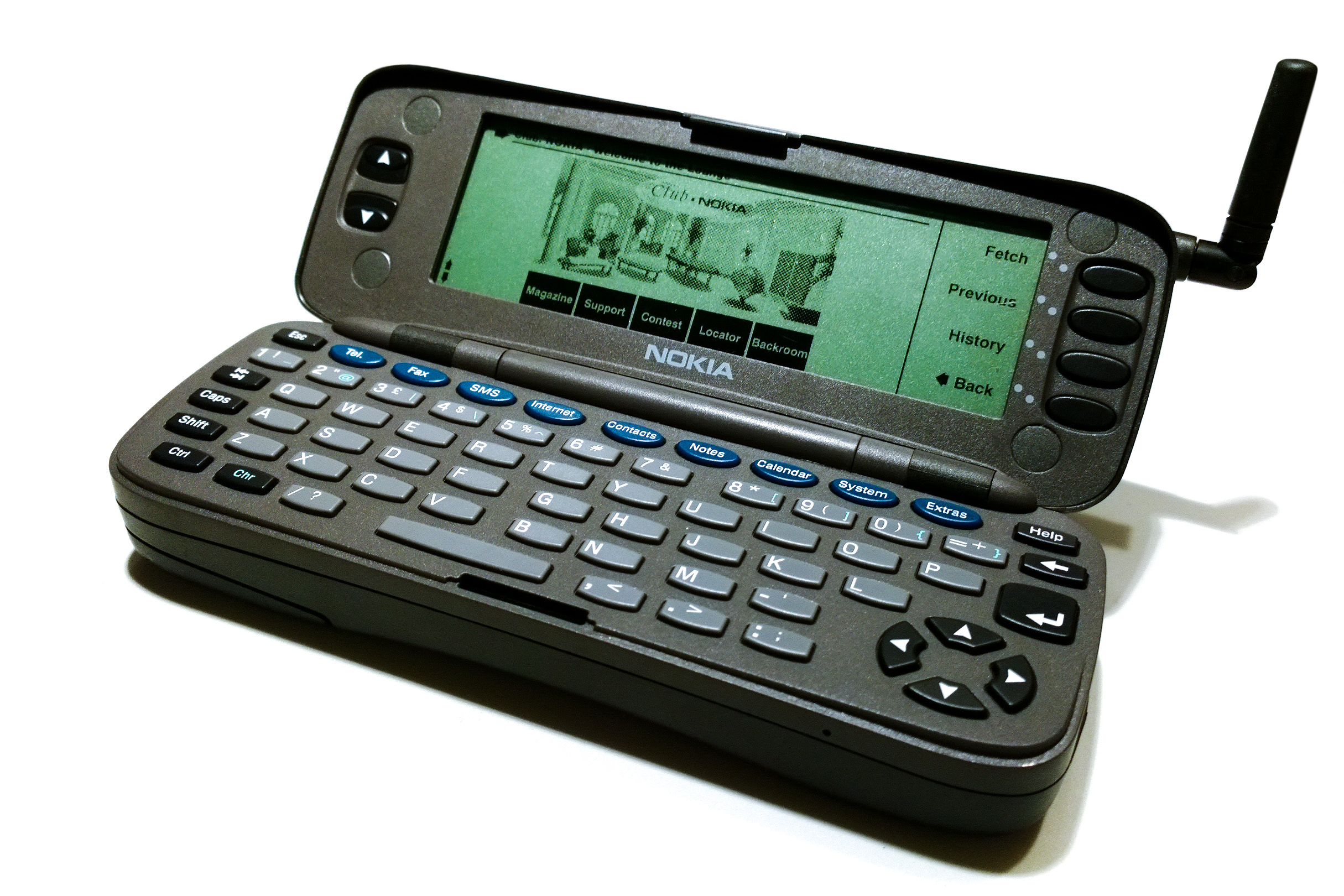
Nokia Communicator 9000 открытый
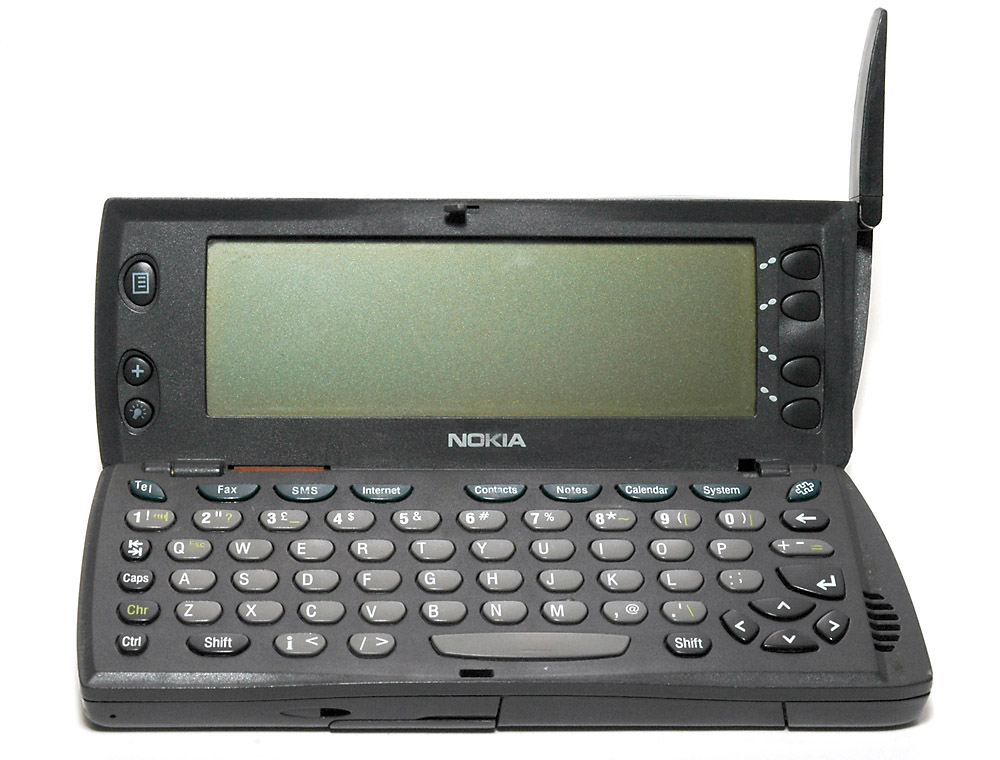
Nokia 9110
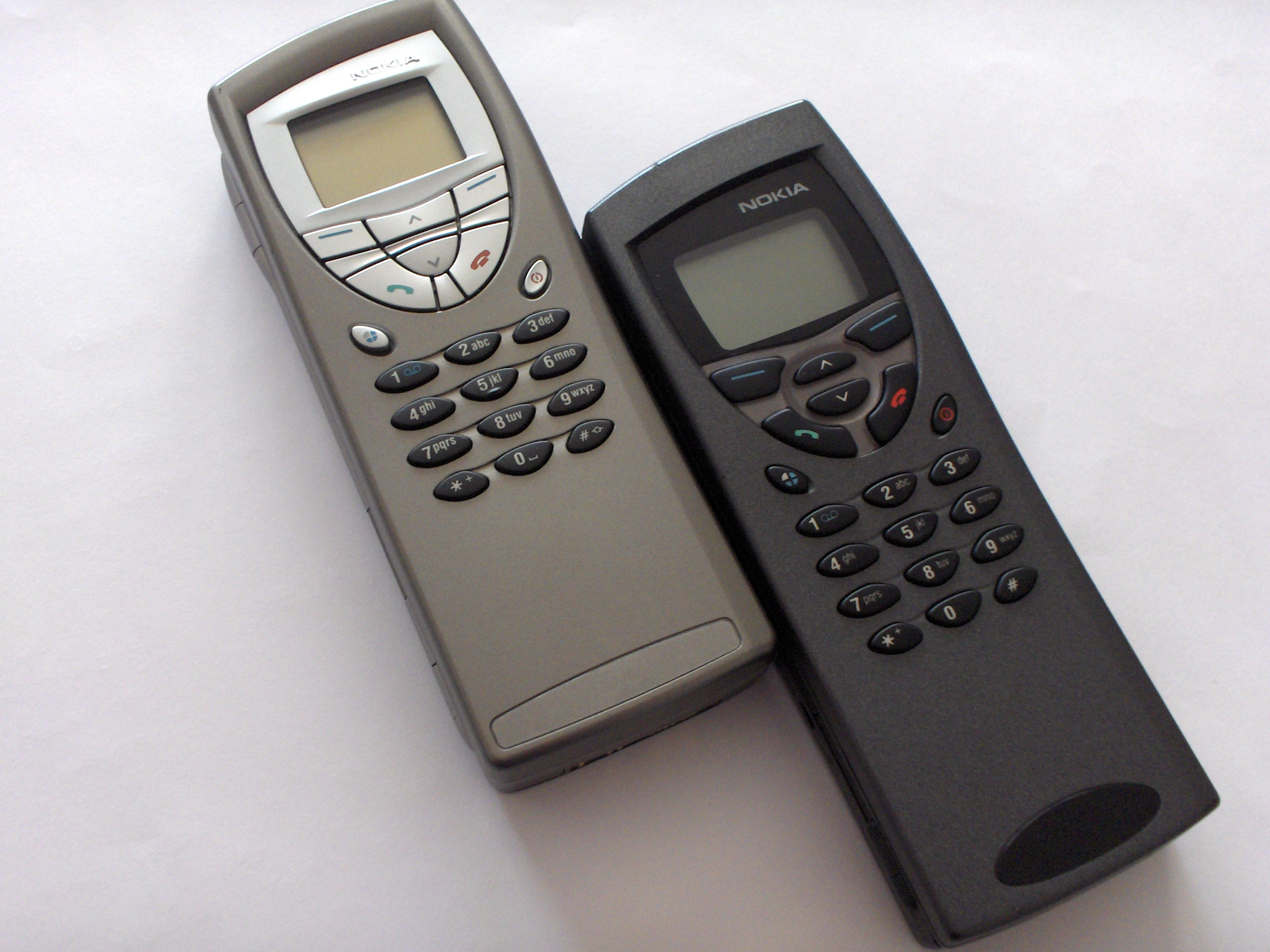
Nokia 9210 Communicator (слева) и Nokia 9110 Communicator (справа)
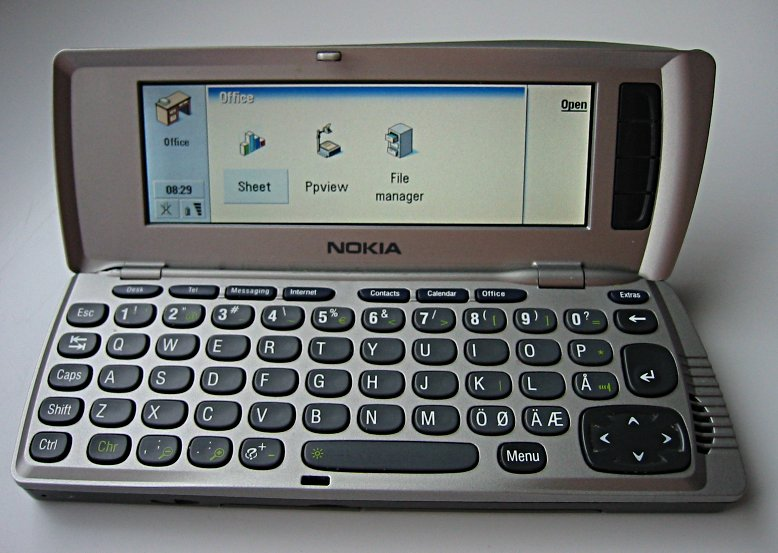
Nokia 9210
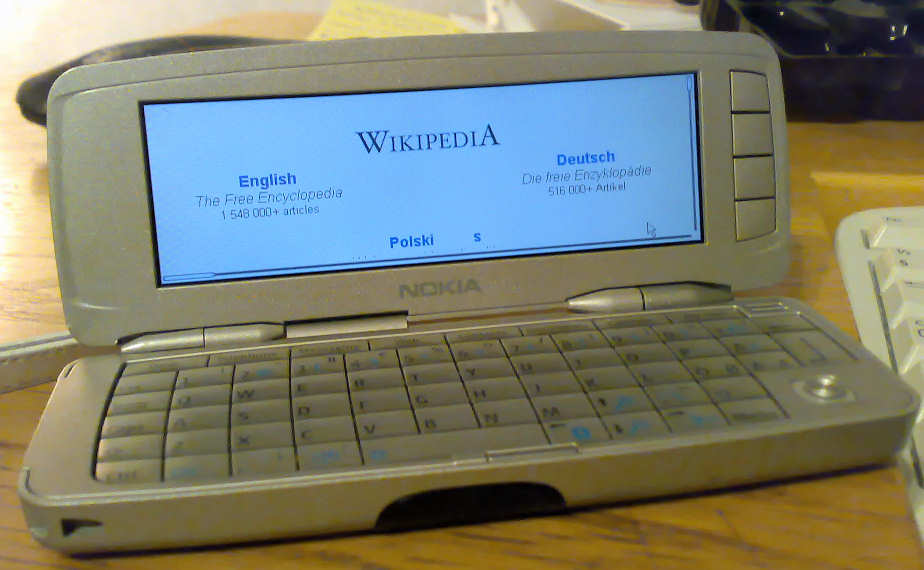
Nokia 9300 Communicator
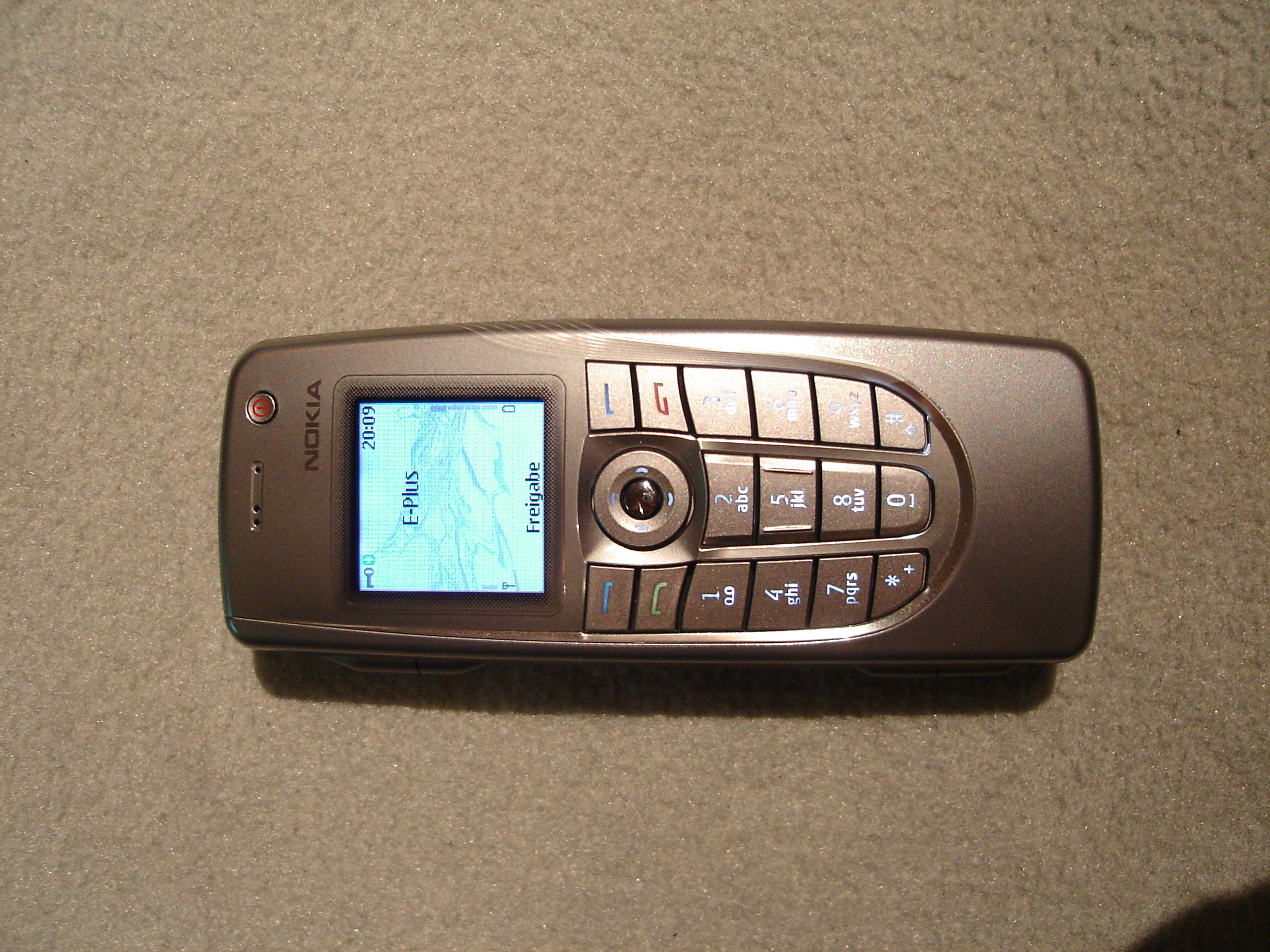
Nokia 9300i
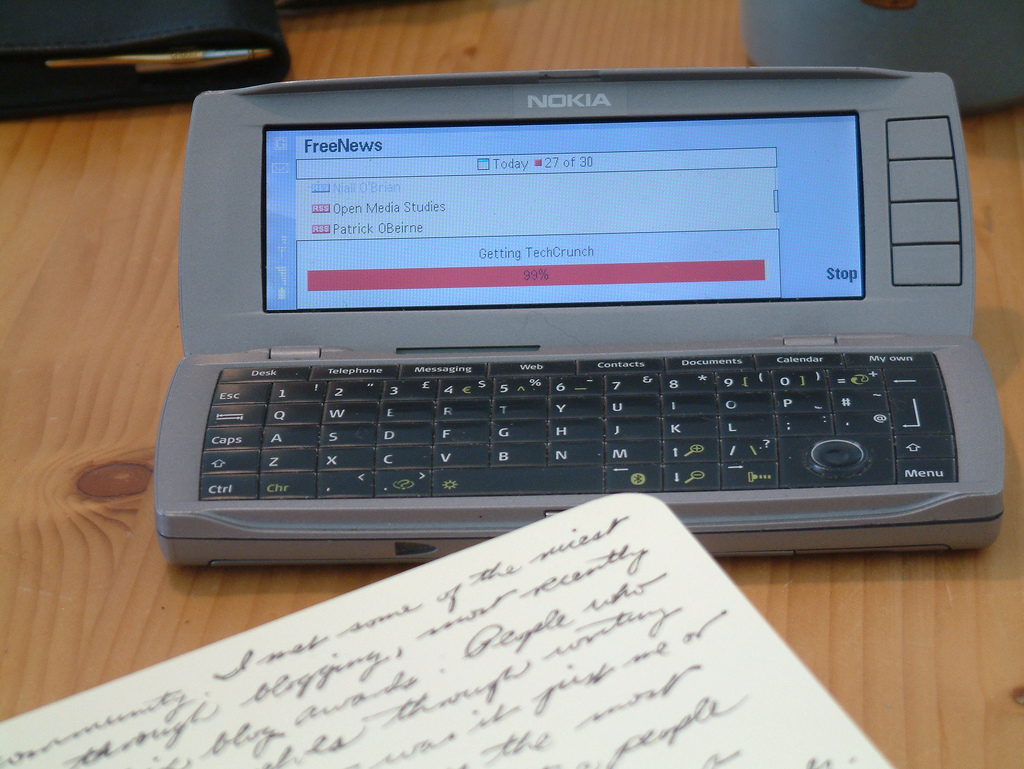
Nokia 9500 Communicator
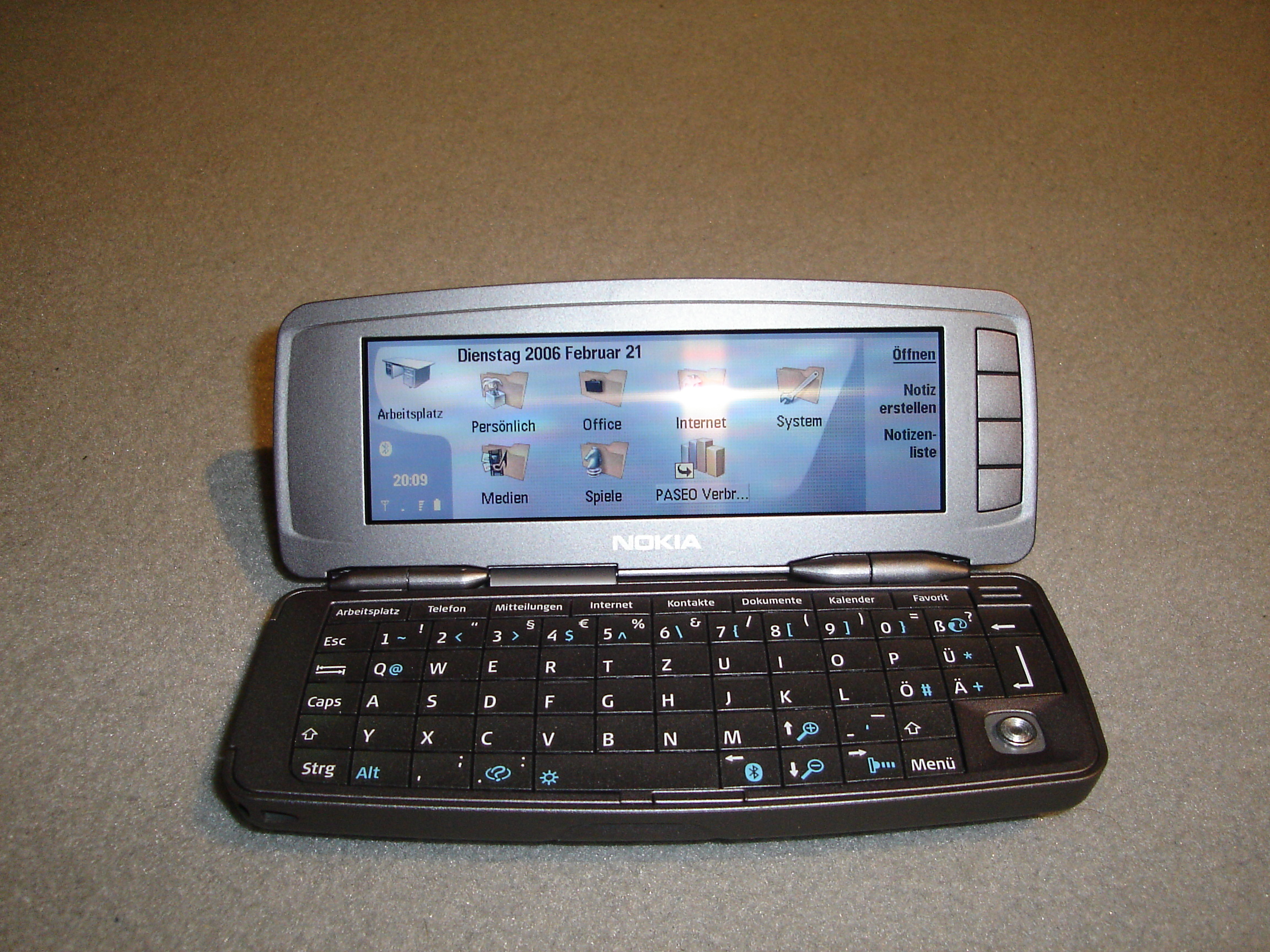
Nokia 9300i
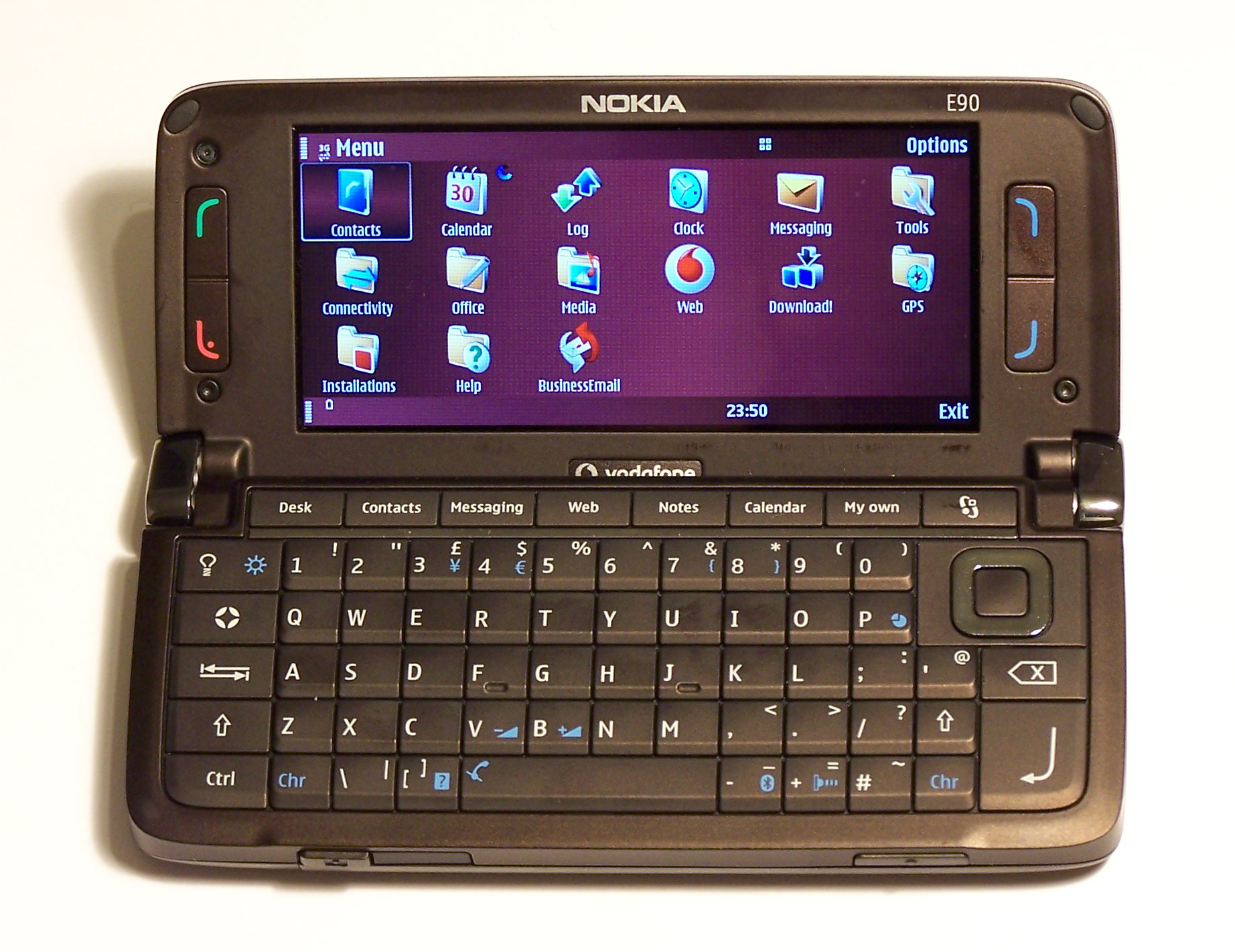
Nokia E90 Communicator в качестве клавиатурного КПК
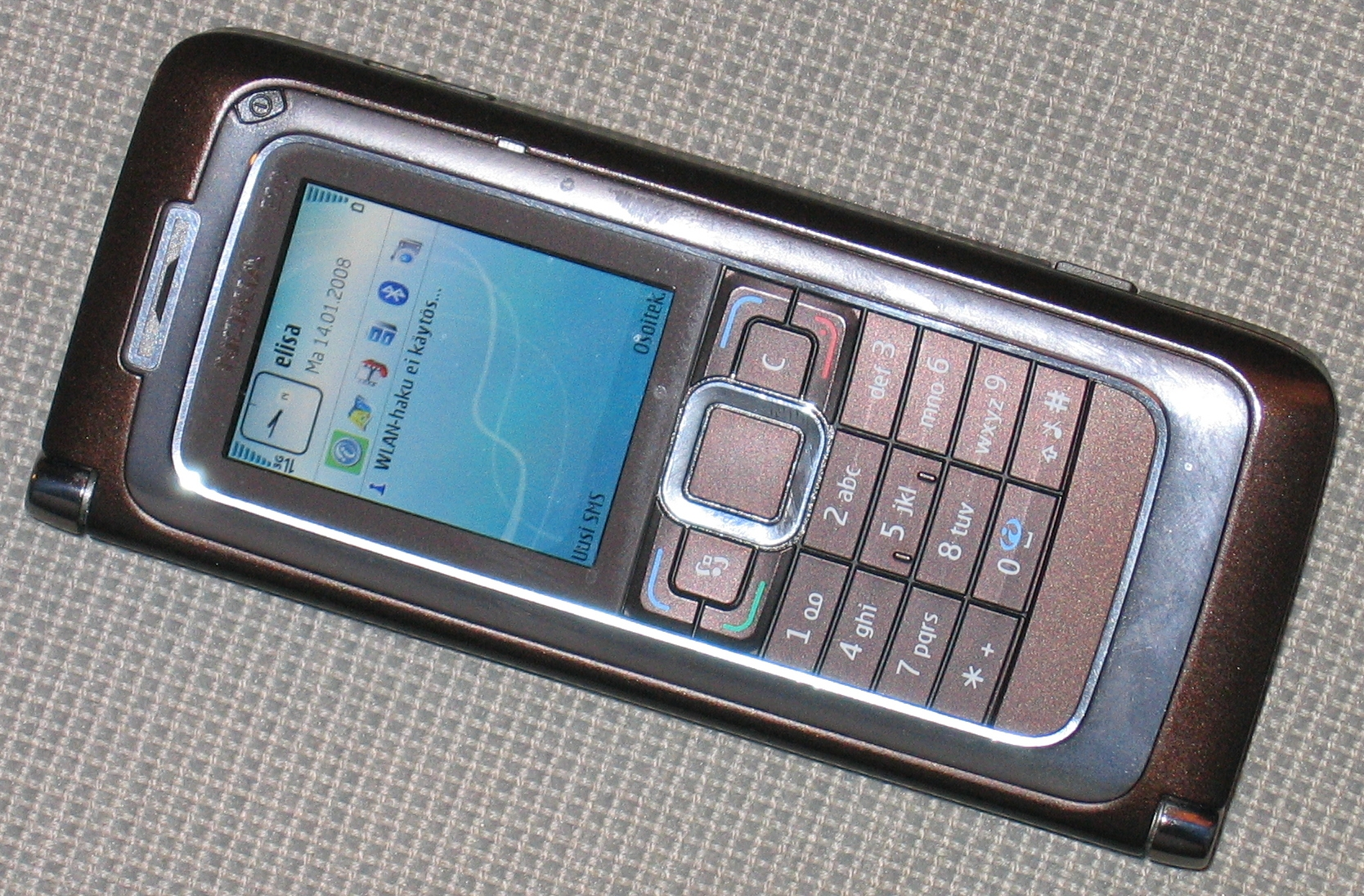
Nokia E90 Communicator в качестве телефона
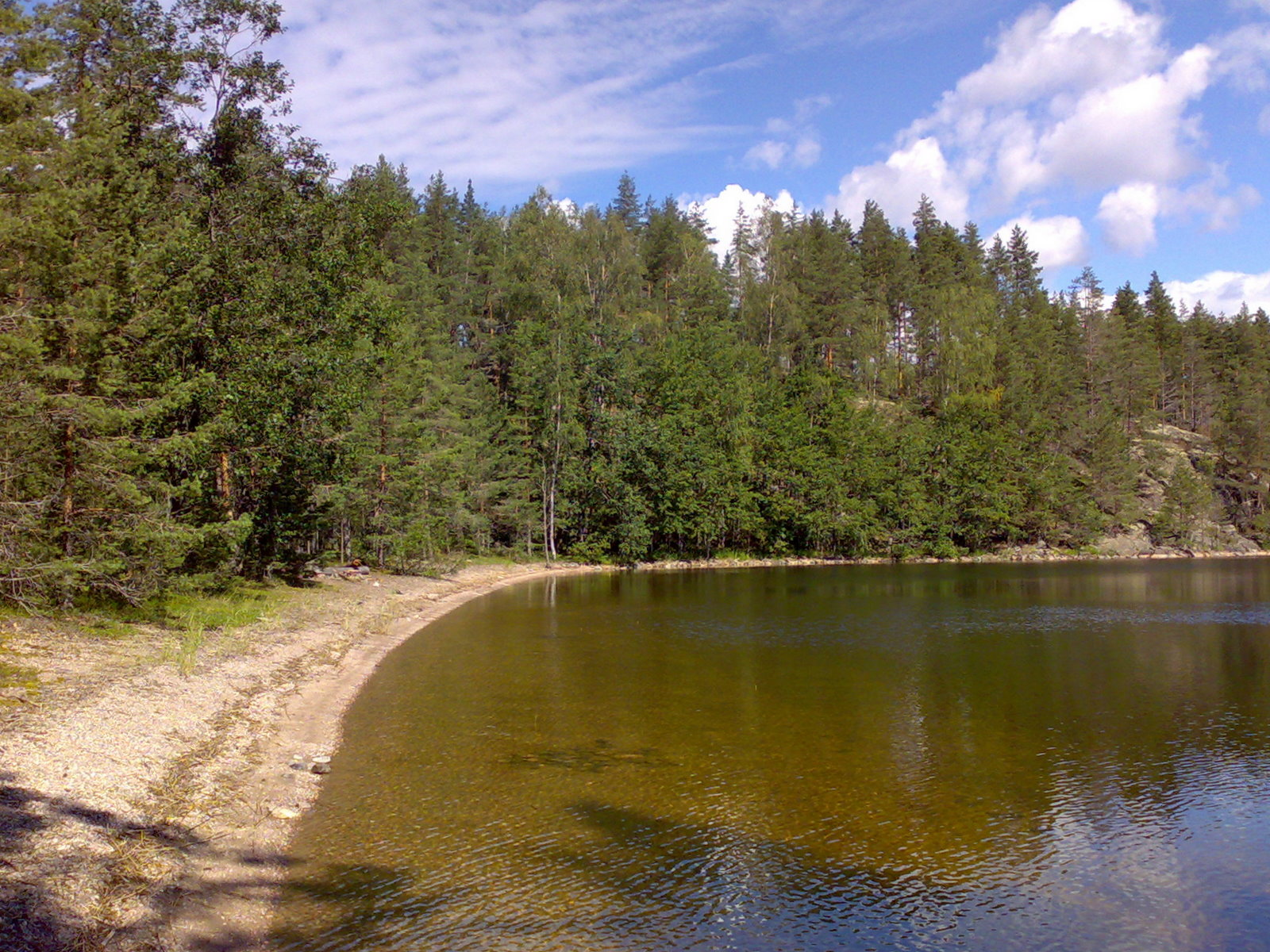
фотография снятая Nokia E90